# Akrosida floribunda
Akrosida floribunda là một loài thực vật có hoa trong họ Cẩm quỳ. Loài này được Fryxell & Clase mô tả khoa học đầu tiên năm 2007.